# Ilex nothofagifolia
Ilex nothofagifolia là một loài thực vật có hoa trong họ Aquifoliaceae. Loài này được F.K.Ward mô tả khoa học đầu tiên năm 1927.